# ロベール1世 (ラテン皇帝)
ロベール1世（ロベール1せい、フランス語：Robert I, 1201年 - 1228年）またはロベール・ド・クルトネー（Robert de Courtenay）は、ラテン帝国皇帝（在位：1221年 - 1228年）。ラテン皇帝ピエール2世・ド・クルトネーとヨランド・ド・フランドルの息子。

## 生涯
ピエール2世・ド・クルトネーが死去したことがフランスで知られるようになったとき、長男ナミュール侯フィリップはラテン皇帝位の継承を放棄し、ラテン皇帝位を手に入れようとしていた弟ロベールを支持した。ラテン帝国に向かう途中、ロベールは1220年秋から1221年初めまでハンガリーに滞在し、義兄アンドラーシュ2世のもてなしをうけた。ヴィラール・ド・オヌクールもロベールに随行していた可能性がある。ロベールとアンドラーシュ2世は、エピロス専制侯テオドロス1世コムネノス・ドゥーカスに対抗するため同盟を結んだ。アンドラーシュ2世とその継承者ベーラは、ブルガリアとの国境までロベールと同行した。そこでロベールはアンドラーシュ2世の娘アンナ・マーリアとブルガリア皇帝イヴァン・アセン2世との結婚の媒をした。
1221年3月25日にラテン皇帝として即位したが、最初に1224年にテッサロニキをエピロス専制侯テオドロス1世に奪われた。ローマ教皇ホノリウス3世はカトリックのラテン帝国の状況を憂慮し、テッサロニキ防衛のための十字軍の招集を呼びかけたが、反応はなかった。同年、ポイマネノンの戦いにおいてロベールはヨハネス・ドゥーカス・ヴァタツェスに敗れた。
この敗北の後、ロベールはニカイア帝国皇帝となったヨハネス3世ドゥーカス・ヴァタツェスと和解することを余儀なくされた。ロベールは先の皇帝テオドロス1世ラスカリスとアンナ・アンゲリナの娘エウドキアと結婚することを約束した。すでに以前にロベールはエウドキアと婚約していた。最終的に交渉が失敗した背景は不明であるが、ゲオルギオス・アクロポリテスによると、コンスタンティノープル総主教マヌエル1世が宗教上の理由で取りやめさせたという。ロベールのマリーはテオドロス1世ラスカリスと結婚していた。したがって、ロベールはすでにテオドロス1世の義兄であったが、義理の息子となることはできなかった。ともあれ、ロベールはすぐにエウドキアとの婚約を解消し、あるブルゴーニュ人の婚約者であったヌーヴィル家の娘と結婚した。そのブルゴーニュ人は陰謀を企て、ロベールをコンスタンティノープルから追い出した。ロベールにコンスタンティノープルに戻るよう説得する教皇に支援を求めるため、ロベールはローマに逃亡したが、1228年初めにコンスタンティノープルに戻る途中、モレアスで死去した。